# Karlheinz Böhm

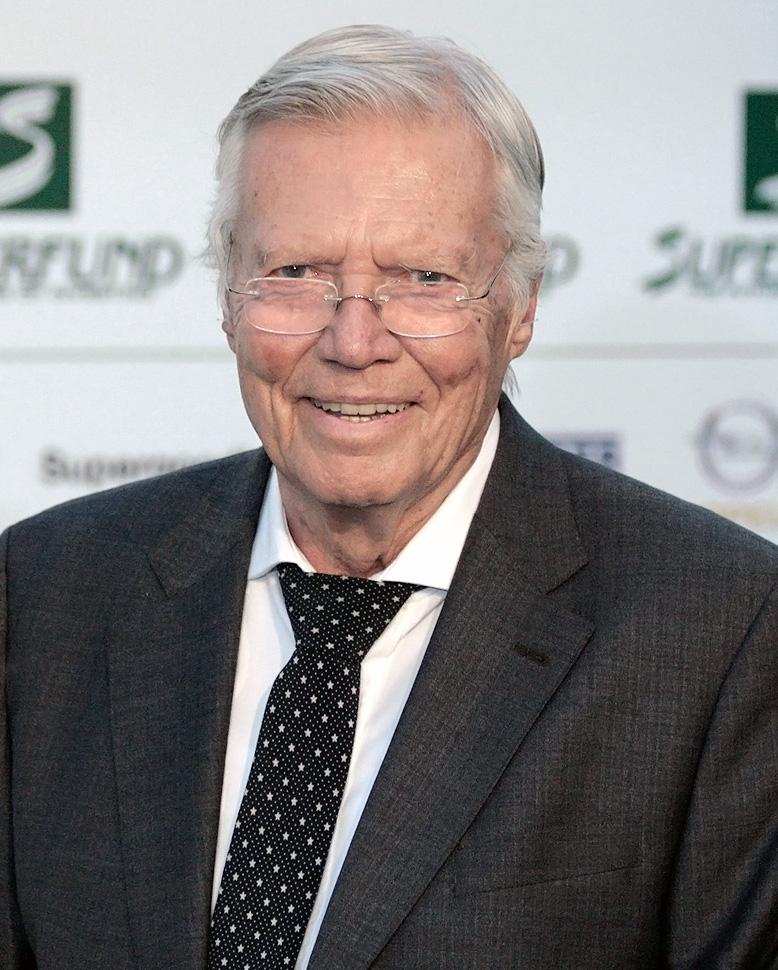
Karlheinz Böhm 2009 bei der Verleihung des Save the World Award

Signum von Karlheinz Böhm

Karlheinz Böhm (* 16. März 1928 in Darmstadt; † 29. Mai 2014 in Grödig) war ein österreichischer Schauspieler, der vor allem durch seine Rolle in der Sissi-Trilogie als Kaiser Franz Joseph an der Seite von Romy Schneider bekannt wurde. Nach seiner Karriere als Schauspieler gründete er die Stiftung Menschen für Menschen (in Deutschland und der Schweiz) sowie den gleichnamigen Verein in Österreich. Seine Organisation, für die er sich bis ins hohe Alter engagierte, hilft unter dem Motto „Hilfe zur Selbstentwicklung“ notleidenden Menschen in Äthiopien.

## Leben und Werk

### Frühes Leben

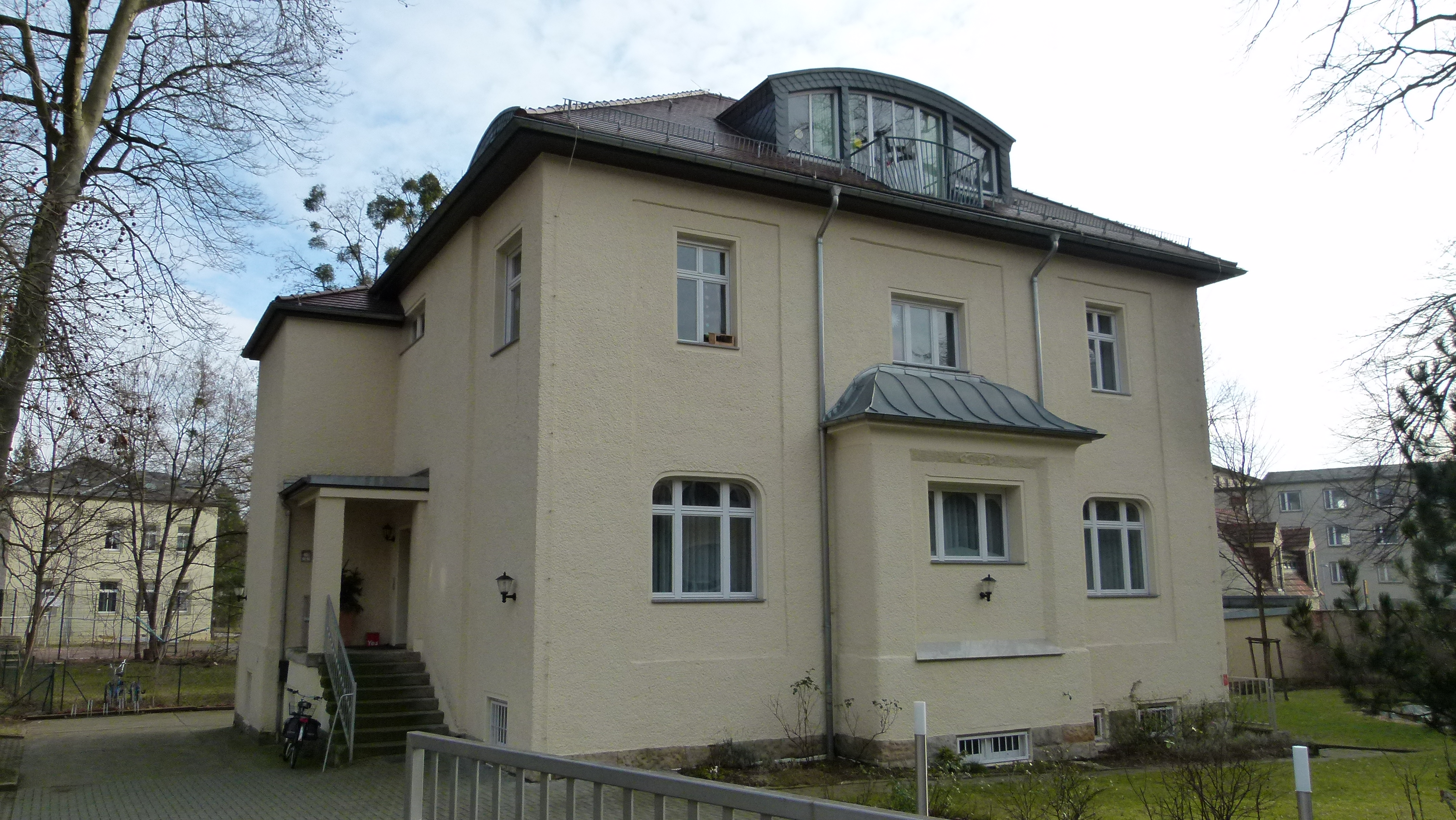
In Dresden wuchs Karlheinz Böhm in der von Martin Pietzsch errichteten Villa in der Angelikastraße 4 auf, in DDR-Zeiten KGB-Residentur und Arbeitsplatz von Wladimir Putin

Karlheinz Böhm, das einzige Kind des österreichischen Dirigenten Karl Böhm (1894–1981) und der deutschen Sopranistin Thea Linhard-Böhm (1903–1981), wurde 1928 in Darmstadt geboren, wo sein Vater als Generalmusikdirektor angestellt war. Sein Vater war gebürtiger Grazer, seine Mutter Münchnerin. Seine Kindheit verbrachte er in Darmstadt, Hamburg und ab 1934 in Dresden, wo die Familie bis 1943 zunächst in der Dampfschiff-, dann in der Angelikastraße wohnte. Böhm besuchte die Volksschule in der Wägnerstraße und die König-Georg-Schule. Ab 1940 war er in einem Internat in Kufstein. 1942 verhalf ihm ein gefälschtes ärztliches Attest zur Ausreise in die Schweiz, wo er das Internat Lyceum Alpinum Zuoz besuchte. Karlheinz Böhm spielte in seiner Kindheit Eishockey.
Nach dem Krieg lebten seine Eltern zunächst am Attersee und wollten nach Graz ziehen. Durch die Opernsängerin Maria Cebotari (der Postweg funktionierte nicht mehr) ließen sie Karlheinz Böhm in Zuoz die Nachricht übermitteln, er solle ebenfalls nach Graz kommen. Er schlug sich im Dezember 1945 nach Salzburg durch, wo er zu seiner Überraschung auf seinen Vater traf, der am Mozarteum im Rahmen seines Entnazifizierungsverfahrens vernommen werden sollte. Am 24. Dezember 1945 fuhren sie frierend in einem offenen Geländewagen zur Mutter nach Graz. Karlheinz Böhm erhielt dort noch eineinhalb Jahre lang Privatunterricht an einer Maturaschule und bestand 1947 die Matura am Kepler-Gymnasium in Graz.
Böhm wollte ursprünglich Pianist werden. Das Urteil nach dem Vorspielen des Klavierkonzerts Nr. 1 von Beethoven im Alter von 14 oder 15 Jahren bei Wilhelm Backhaus in Lugano lautete seiner Biografie zufolge: „Nu ja, für’n Sohn vom Böhm hätt isch ma’n bisschen mehr erwartet.“ Er studierte auf Drängen seines Vaters Anglistik und Germanistik, anschließend in Rom ein Semester Kunstgeschichte. Böhm brach das Studium ab, um bei Helmuth Krauss in Wien Schauspielunterricht zu nehmen.

### Schauspielkarriere
Von 1948 bis 1976 spielte er in etwa 45 Kinofilmen und auch im Theater. An der Seite von Romy Schneider verkörperte er in den drei Sissi-Filmen den jungen Kaiser Franz Joseph I. Dadurch war er als Schauspieler auf ein Genre festgelegt, dem er zu entfliehen versuchte. Seine internationale Karriere als Schauspieler erlitt 1960 durch seine Darstellung eines Serienmörders in Michael Powells Augen der Angst einen Einbruch, da Kritik und Publikum den Film wegen seines beklemmenden Inhalts ablehnten. Erst Anfang der 80er Jahre wurde der Film neu bewertet; er gilt unter Cineasten heute als einer der besten dieses Genres.
Böhm hatte zuvor einen Vertrag mit der Hollywood-Firma MGM abgeschlossen, doch auch diese Zusammenarbeit erwies sich für seine Filmkarriere als nicht sehr fruchtbar. Die ihm dort angebotenen Rollen waren für ihn nicht befriedigend und die fünf Filme überwiegend keine großen Erfolge. Mitte der 1960er Jahre kehrte er enttäuscht nach Europa zurück.
In den 70er Jahren arbeitete er mit Rainer Werner Fassbinder. Dabei glänzte er in dem Psychothriller Martha, der die Institution der Ehe kritisch behandelt. Beeinflusst vom gesellschaftskritischen Impetus des Regisseurs begann Böhm sich mehr und mehr für die globalen Probleme zu interessieren. Nachdem er sich ab den 80er Jahren vermehrt der Hilfe für Afrika widmete, nahm er nur noch sporadisch Rollenangebote wahr.
Böhm schuf außerdem zahlreiche musikalische Hörspiele für Kinder, mit denen er ihnen die Lebensgeschichten großer Komponisten und klassische Musikstücke nahezubringen versuchte.

### Hilfe für Afrika
1976 war Böhm zum ersten Mal mit der Armut in Afrika konfrontiert. Um einen Bronchialkatarrh auszukurieren, empfahlen ihm die Ärzte einen Aufenthalt in Kenia. Dort ließ er sich von einem einheimischen Hotel-Angestellten die Kehrseite der Luxusfassade zeigen. Karlheinz Böhm sah die Hütte des Hotel-Angestellten, erfuhr, dass die Einheimischen sich nur den Kopf eines Fisches leisten konnten, und war erschüttert. Er konnte sich mit der Armut nicht abfinden und beschloss, in Afrika zu helfen.
Als er wieder nach Deutschland zurückkehrte, wurde er in die Sendung Wetten, dass..? eingeladen. Dort wettete er am 16. Mai 1981, dass nicht einmal jeder dritte Zuschauer eine Mark bzw. sieben Schilling oder einen Franken für notleidende Menschen in der Sahelzone spenden werde. Er versprach, dass er selbst nach Afrika gehen werde, um zu helfen, wenn er die Wette verliere. Das Spendenziel wurde nicht erreicht, und Böhm gewann die Wette; immerhin kamen jedoch rund 1,2 Millionen DM zusammen. Nach der Sendung flog er im Oktober 1981 mit dem Geld erstmals nach Äthiopien und gründete am 13. November 1981 die Hilfsorganisation Menschen für Menschen.
Eine der Ursachen für die Armut in Äthiopien sah Böhm in der sozialen Benachteiligung der Frauen. Die soziale Position der Frau müsse endlich verbessert werden; dazu gehöre u. a. die Abschaffung von Kinderehen und weiblicher Genitalverstümmelung und umfassende Alphabetisierung und Bildung. Über Jahrzehnte hinweg verbrachte Karlheinz Böhm mehrere Monate pro Jahr in Äthiopien und besuchte die einzelnen Projekte. Zusammen mit seiner Frau Almaz trat er ab etwa 2010 offensiv für nachhaltige Landwirtschaft ein als einen wichtigen Baustein zur Verbesserung der Lebensbedingungen in der südlichen Hemisphäre.
Böhm war auch Initiator der ersten Partnerschaft auf kommunaler Ebene zwischen einer deutschen und einer äthiopischen Gemeinde. Diese wurde 1994 zwischen Vaterstetten, dem damaligen Wohnort Böhms, und Alem Katema geschlossen. Im selben Jahr wurde in Vaterstetten der Verein Partnerschaft mit Alem Katema e. V. gegründet, der heute (2021) über 600 Mitglieder hat.

### Privates

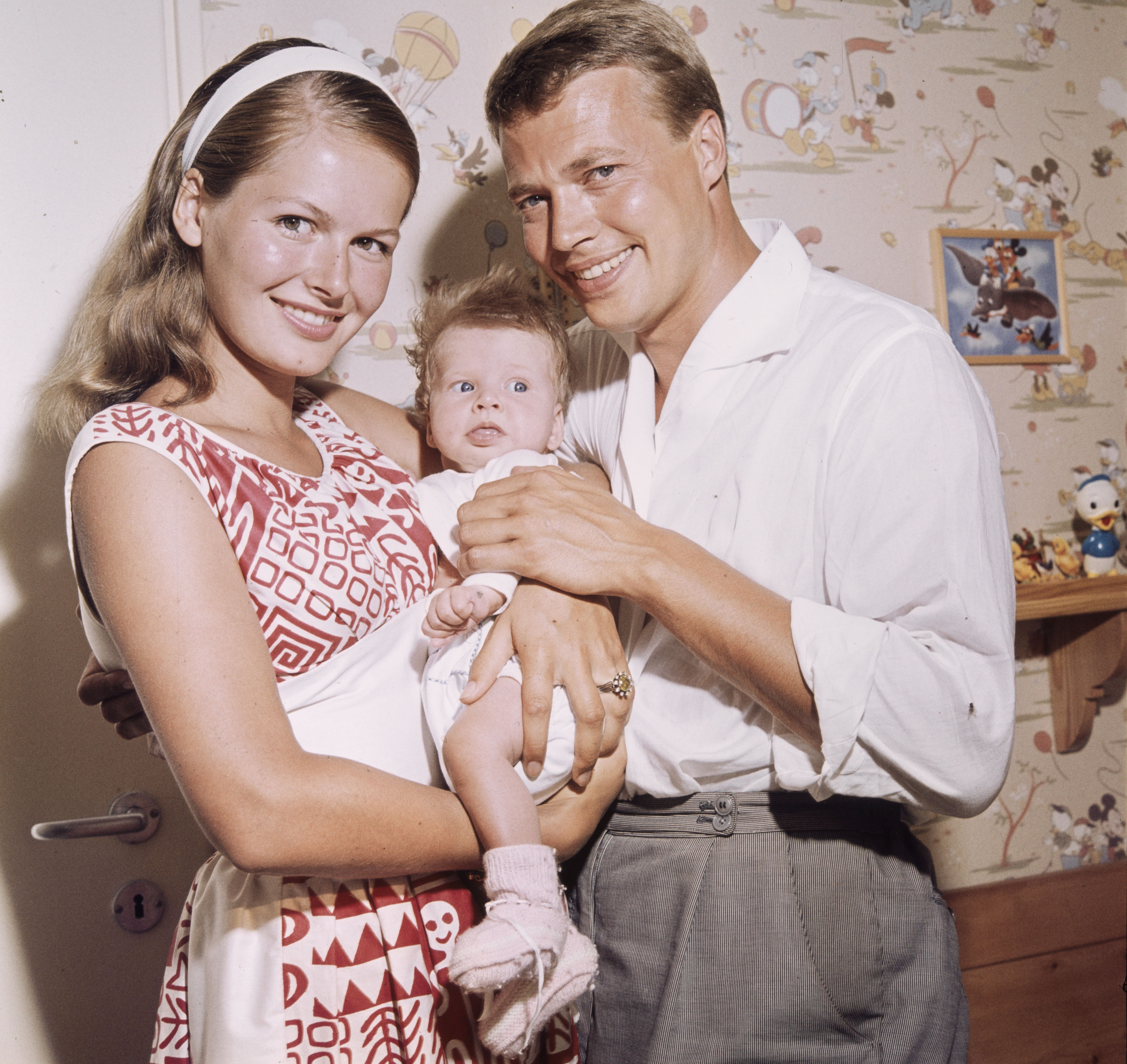
Karlheinz Böhm mit seiner Ehefrau Gudula Blau und Tochter Kristina Böhm, etwa 1959

Seiner ersten Ehe (1954–1957) mit der Flugbegleiterin Elisabeth Zonewa entstammt die Tochter Sissy Böhm (* 1955), deren Sohn Florian Böhm (* 1978) ebenfalls Schauspieler ist. In ihrer Anfang 2015 erschienenen Autobiografie erhebt Sissy Böhm schwere Vorwürfe gegen ihre Eltern. Ihre Mutter habe sie ab dem Alter von fünf Jahren sexuell missbraucht; ihr Vater habe sich ihr einmal unsittlich angenähert, als sie 13 Jahre alt war.
Aus Böhms zweiter Ehe (1958–1962) mit Gudula Blau gingen 3 Kinder hervor: die Schauspielerin Kristina Böhm (* 1959) und zwei weitere Kinder (* 1960 und * 1961). Aus seiner dritten Ehe (1963–1980) mit Barbara Lass stammt die Schauspielerin Katharina Böhm (* 1964). Ab 1991 war er in seiner vierten Ehe mit der aus Äthiopien stammenden Agrarexpertin Almaz Böhm verheiratet; dieser Ehe entstammen zwei Kinder (* 1990 und * 1993).
Insgesamt ist Böhm der Vater von sieben Kindern.
Ab Ende der 1960er-Jahre gehörte Böhm den Freimaurern an. Er erwähnte dies in seiner Autobiografie von 1991.
Böhm war österreichischer Staatsbürger, fühlte sich aber als Weltbürger. 2003 erhielt er die äthiopische Ehrenstaatsbürgerschaft.
Böhm lebte viele Jahre im Vaterstettener Stadtteil Baldham, wie schon sein Vater, der dort ein Haus besaß. 2002, als Böhm nach Österreich umgezogen war, beantragte er mit seiner Frau Almaz den Abriss des Hauses in Baldham und den Bau von drei neuen Häusern auf dem Grundstück. Wegen Vorschriften zu Baugrenzen wurde der Antrag zunächst abgelehnt. Die Gemeinde genehmigte schließlich eine reduzierte Bebauung. Böhms Tochter Katharina lebt seit ihrem vierten Lebensjahr bis heute in ihrem Elternhaus in Vaterstetten.

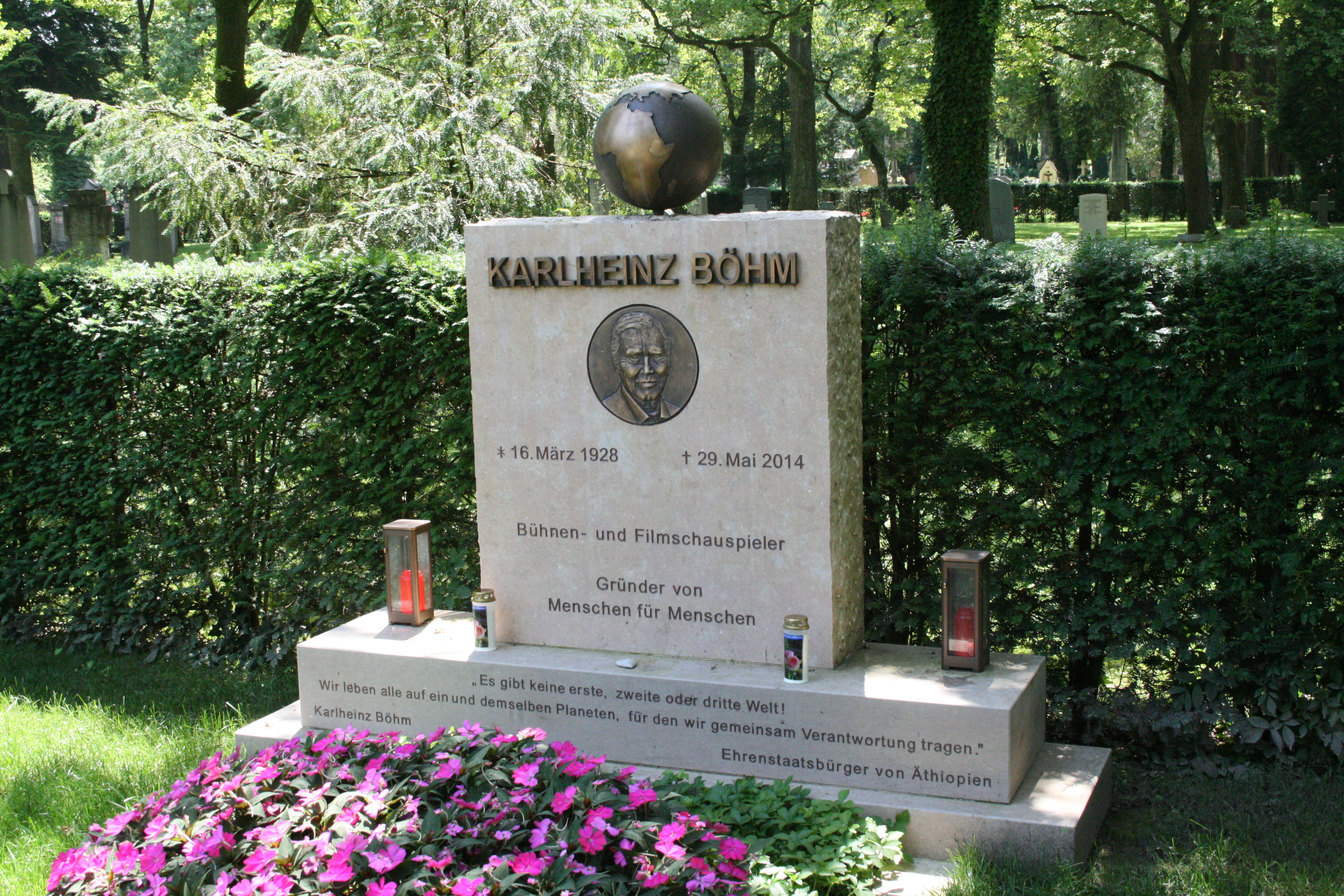
Grab von Karlheinz Böhm auf dem Salzburger Kommunalfriedhof

In den beiden letzten Jahrzehnten seines Lebens lebte Böhm mit seiner Frau Almaz und den beiden gemeinsamen Kindern in Grödig bei Salzburg. Im Februar 2013 wurde bekannt, dass er schwer an Alzheimer erkrankt war. Sein Sohn sagte, er könne sich nicht mehr äußern.
Karlheinz Böhm starb am 29. Mai 2014 im Alter von 86 Jahren in Grödig im Kreis seiner Familie. Am 13. Juni fand eine Trauerfeier in der Salzburger Residenz mit 400 Gästen statt. Anschließend verabschiedete sich Böhms Münchner Freimaurerloge mit einer Zeremonie auf dem Salzburger Kommunalfriedhof von ihm. Dort wurde die Urne in einem Ehrengrab der Stadt Salzburg (Gräberfeld 35) beigesetzt, eingebettet in Erde aus Äthiopien.

## Auszeichnungen und Ehrungen
- 1983: Filmband in Gold für langjähriges und hervorragendes Wirken im deutschen Film
- 1984: Bambi[21]
- 1985: Theodor-Heuss-Medaille
- 1985: Großes Silbernes Ehrenzeichen für Verdienste um die Republik Österreich[22]
- 1986: Humanitärer Preis der deutschen Freimaurer
- 1990: Bambi
- 1997: Großes Goldenes Ehrenzeichen des Landes Steiermark
- 2001: Bundesverdienstkreuz (Großes Verdienstkreuz mit Stern)
- 2002: Großes Goldenes Ehrenzeichen für Verdienste um die Republik Österreich,[23] überreicht von Außenministerin Benita Ferrero-Waldner[24]
- 2002: World Award (in Österreich)

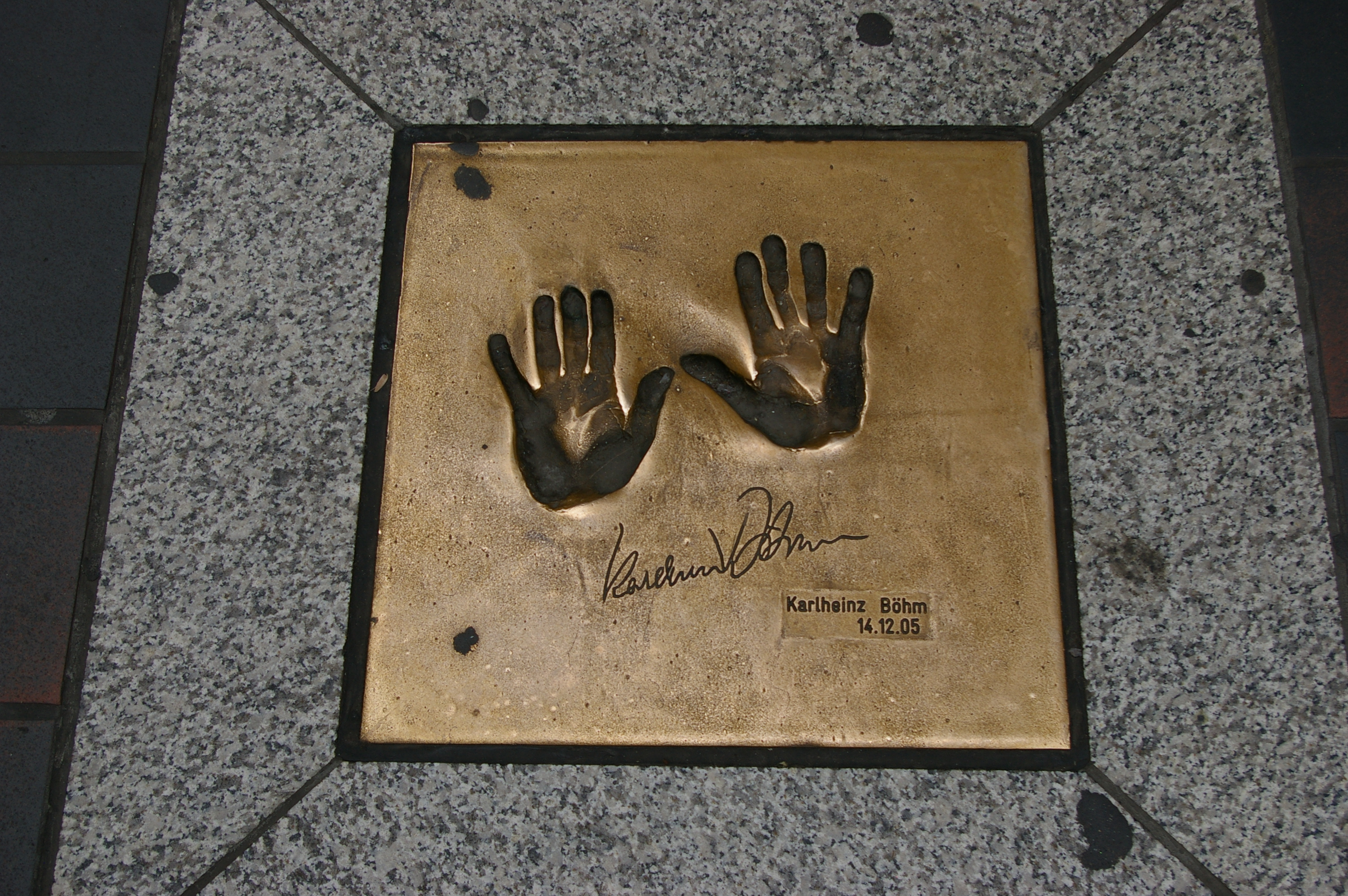
Handabdruck in der Mall of Fame in Bremen

- 2003: Unsere Besten (ZDF), Platz 19
- 2003: Goldener Wuschel von Brisant in der Kategorie „Soziales Engagement“
- 2003: Hans-Rosenthal-Ehrenpreis[25]
- 2003: Ring des Landes Salzburg[26]
- 2003: Erster Ehrenstaatsbürger von Äthiopien[9]
- 2005: Martin-Buber-Plakette
- 2006: Mall of Fame in Bremen
- 2007: Balzan-Preis für Humanität, Frieden und Brüderlichkeit unter den Völkern[27]
- 2008: Internationaler Hundertwasser-Preis
- 2008: Berlinale Kamera für sein Wirken im deutschen Film und sein humanitäres Engagement[28]
- 2008: Bayerischer Verdienstorden[29]
- 2008: Ehrenmedaille der Bundeshauptstadt Wien in Gold
- 2008: Das Europagymnasium Salzburg-Nonntal erhielt anlässlich des 80. Geburtstages von Böhm den Namenszusatz „Karlheinz-Böhm-Gymnasium“[19]
- 2009: Save the World Award für das Lebenswerk (in Österreich)
- 2009: UNESCO-Ehrenpreis
- 2011: im Juni Enthüllung einer überlebensgroßen Böhm-Skulptur an einem Platz im Diplomatenviertel von Addis Abeba, der Platz bekam den Namen Karl Square. Bei der Einweihung hielt Bundespräsident a. D. Horst Köhler eine Rede, in der er Böhm einen „stillen Revolutionär“ nannte.[30]
- 2019: Böhm wurde Namensgeber der neuen Karlheinz-Böhm-Grund- und Mittelschule Vaterstetten[31]

## Werke

### Filmografie (Auswahl)
- 1948: Der Engel mit der Posaune
- 1949: Höllische Liebe
- 1952: Alraune
- 1952: Haus des Lebens
- 1952: Der Weibertausch
- 1952: Wienerinnen
- 1953: Salto Mortale
- 1953: Arlette erobert Paris
- 1953: Der unsterbliche Lump
- 1954: Die Sonne von St. Moritz
- 1954: … und ewig bleibt die Liebe
- 1954: Die Hexe
- 1954: Die goldene Pest
- 1955: Die heilige Lüge
- 1955: Unternehmen Schlafsack
- 1955: Schwedenmädel (Sommarflickan)
- 1955: Sissi
- 1955: Dunja
- 1956: Sissi, die junge Kaiserin
- 1956: Kitty und die große Welt
- 1956: Nina
- 1956: Die Ehe des Dr. med. Danwitz
- 1957: Sissi – Schicksalsjahre einer Kaiserin
- 1957: Blaue Jungs
- 1957: Das Schloß in Tirol
- 1958: Nächte auf Tahiti
- 1958: Man müßte nochmal zwanzig sein
- 1958: Das haut einen Seemann doch nicht um
- 1958: Das Dreimäderlhaus
- 1959: La Paloma
- 1959: Kriegsgericht
- 1960: Zu heiß zum Anfassen (Too Hot to Handle)
- 1960: Augen der Angst (Peeping Tom)
- 1960: Der Gauner und der liebe Gott
- 1960: Schicksals-Sinfonie
- 1962: Die wundervolle Welt der Brüder Grimm (The Wonderful World of the Brothers Grimm)
- 1962: Die vier apokalyptischen Reiter (The 4 Horsemen of the Apocalypse)
- 1963: Flieg mit mir ins Glück (Come Fly with Me) – Regie: Henry Levin
- 1965: Die Stunde der Wahrheit (L’heure de vérité)[32]
- 1966: Mitternacht – Canale Grande (The Venetian Affair)
- 1969: Traumnovelle – Regie: Wolfgang Glück
- 1972: Verdacht gegen Barry Croft – Regie: Paul Verhoeven
- 1973: Schloß Hubertus
- 1974: Martha
- 1974: Fontane Effi Briest
- 1975: Faustrecht der Freiheit
- 1975: Mutter Küsters’ Fahrt zum Himmel
- 1975: Motiv Liebe – Die Freundin
- 1978: Tatort: Schwarze Einser (Fernsehfilm)
- 1980: Ringstraßenpalais (Fernsehserie, 8 Folgen)
- 2009: Oben (Stimme)

### Hörspiele
- 1953: Wenn es so leicht wäre (nach Jürgen von Hollander) – Regie: Helmut Brennicke
- 1955: Der Tod des Tizian (nach Hugo von Hofmannsthal) – Regie: Robert Vogel
- 1981–1988: Haupterzähler der Lebensgeschichten einer Serie von Komponisten und Musikern wie Bach, Beethoven, Brahms, Chopin, Haydn, Mendelssohn Bartholdy, Mozart, Schubert, Schumann, Strauß, Vivaldi nach Texten von Lucien Adès
- 2006: Sprecher von König Ludwig I. in dem Hörspiel Lola Montez: Text und Regie Wolfsmehl

### Autobiografien
- Karlheinz Böhm: Mein Weg. Scherz, Bern/München/Wien 1991, ISBN 3-502-18053-9.
- Karlheinz Böhm, Beate Wedekind (Bearbeitung): Mein Leben. Suchen Werden Finden. Collection Rolf Heyne, München 2008, ISBN 978-3-89910-383-0.